# Brunnen von Haddadsch
Der Brunnen von Haddadsch (englisch Bir Haddaj, arabisch بئر هداج, DMG Biʾr Haddāǧ) gilt als der größte historische Brunnen der Arabischen Halbinsel und wird mehrfach in der Bibel im Alten Testament benannt.

## Lage
Die große, von Dattelpalmenhainen umgebene Brunnenanlage befindet sich im Zentrum der heutigen Altstadt von Tayma (auch Taima, Tema), einer antiken Oasenstadt in Saudi-Arabien, die in einer Senke zwischen den östlichen Ausläufern des Hedschas-Gebirges im Westen und der Wüste Nefud im Osten auf etwa 830 m über NN liegt. Hier zweigte von der antiken Weihrauchstraße, welche Süd-Arabien und das Mittelmeer verbindet, eine wichtige Karawanenroute nach Mesopotamien ab.

## Geschichte

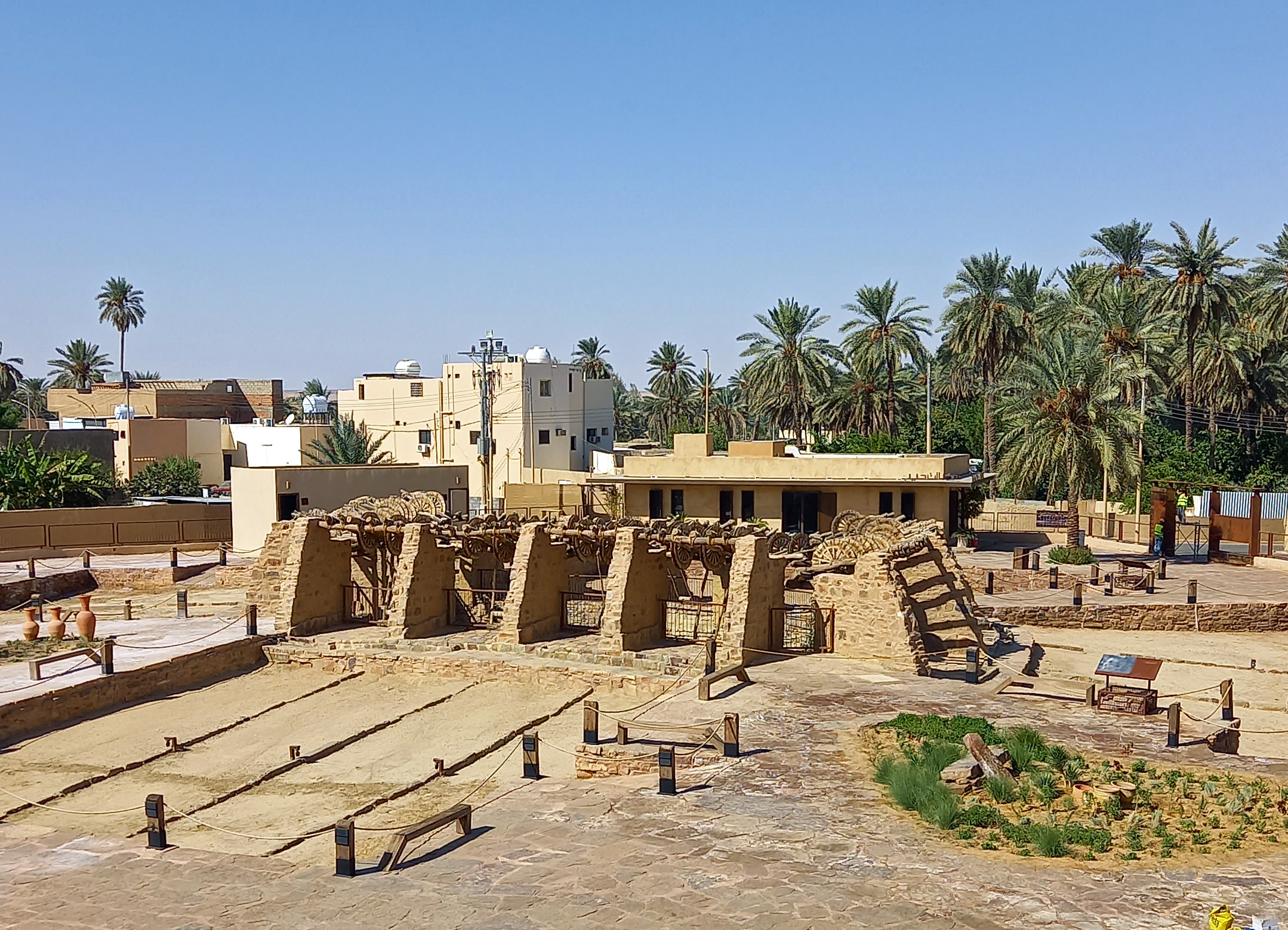

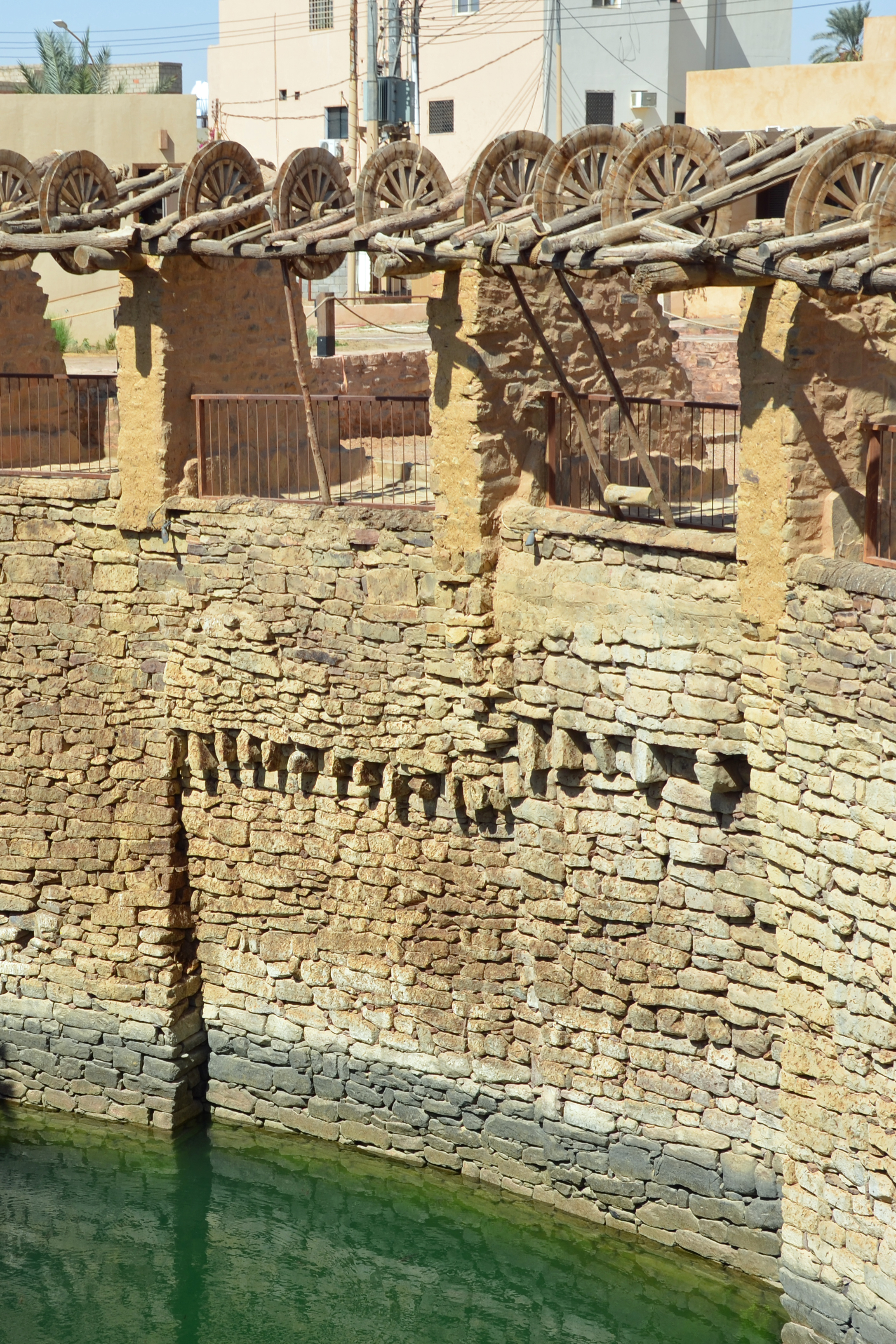

Nach dem archäologischen Befund ist für die Jungsteinzeit/Neolithikum (etwa 5.–3. Jahrtausend v. Chr.) anzunehmen, dass Nomaden die Oase Tayma als Wasserquelle aufsuchten. Vermutlich waren sie es, die sich in der Umgebung von Tayma in zahlreichen Felsritzzeichnungen mit ihren Tieren dargestellt haben; allerdings ist eine zweifelsfreie Datierung der Felszeichnungen noch nicht gelungen.
Der Haddadsch-Brunnen wurde wahrscheinlich im 6. Jahrhundert v. Chr. vom babylonischen König Nabonid erbaut, der sich zehn Jahre, von 552 v. Chr. bis zum Ende des 13. Regierungsjahres im März 542 v. Chr., in seinem neu gewählten Regierungssitz Tayma aufhielt.
Im 5. Jahrhundert v. Chr. wurde ganz Tayma aufgegeben und verschüttet, so dass der Brunnen viele Jahrhunderte lang nicht genutzt wurde, bis Suleiman al-Gonaim ihn wieder in einen funktionstüchtigen Zustand versetzte. 1953 ließ König Saud vier Pumpen zur Unterstützung der lokalen Landwirtschaft einbauen. Mit dem Einsatz moderner Pumpen brauchten die Bauern von Tayma die traditionellen Methoden nicht mehr, so dass die architektonischen Elemente der Brunnenköpfe und die alten Wasserentnahmetechniken verschwanden. 1973 wurde auf Initiative von Prinz Faisal Al-Saud der Brunnen wiederhergestellt und in den 1990er Jahren unter der Leitung von Mohamed Al-Najem, dem Direktor des örtlichen Museums für Archäologie und Ethnographie, restauriert.

## Aufbau und Funktion
Der Brunnen hat einen Durchmesser von 18 Metern und verfügt über mehr als 40 Brunnenräder, die rings um den Brunnen angeordnet sind. Über diese Räder wurde das Wasser – es sieht heutzutage sehr grün aus – per Flaschenzug in einem Eimer aus etwa 13 Metern Tiefe durch Zugtiere, meist Kamele, nach oben befördert und über Kanäle weitergeleitet. Jedes Tier hatte seinen eigenen Strang. Flaschenzüge und Kanäle sind noch zu sehen; die Wasseranlage versorgt jedoch heute die umliegenden Brunnen und Felder durch moderne Wasserpumpensysteme mit Wasser.

## Biblische Erwähnung
Der Name Tema ist im Alten Testament an mehreren Stellen bezeugt, entweder explizit in Zusammenhang mit Karawanen und Wasser (Hiob 6,19 ) oder mit anderen Toponymen oder Stammesnamen der Region (Jes 21,14 ) (Jer 25,23 ), auch (Hiob 6,19 ), die ebenso in anderen vorchristlichen Quellen bezeugt sind. In (Gen 25,15 ) und (1 Chr 1,30 ) wird Tema zu den Söhnen Ismaels gerechnet.

## Besonderheit
Die Stele von Tayma (5.–4. Jahrhundert v. Chr.) wurde 1877 beim Brunnen von Haddadsch eingemauert gefunden und befindet sich heute im Louvre in Paris.